# Simplement irrésistible
Simplement irrésistible (Simply Irresistible) est un film américain réalisé par Mark Tarlov (en) et sorti en 1999.

## Synopsis
Amanda tient le restaurant de sa défunte mère. Lorsqu'un riche jeune homme Tom Bartlett, vient manger dans son restaurant, il rompt avec sa petite amie et tombe sous le charme d'Amanda. L'amour entre le riche homme et la modeste Amanda, peut-il naitre au grand jour ?

## Fiche technique
- Titre original : Simply Irresistible
- Titre français : Simplement irrésistible
- Réalisation : Mark Tarlov (en)
- Scénario : Judith Roberts
- Dates de sortie :
  - États-Unis : 5 février 1999
  - France :  22 décembre 1999

## Distribution
- Sarah Michelle Gellar (V. F. : Claire Guyot) : Amanda Shelton
- Sean Patrick Flanery (V. F. : Gérard Darier) : Tom Barlett
- Patricia Clarkson (V. F. : Caroline Jacquin) : Lois McNally
- Dylan Baker (V. F. : Régis Lang) : Jonathan Bendel
- Christopher Durang : Gene O'Reilly
- Lary Gilliard Jr. (V. F. : Christophe Peyroux) : Nolan Traynor
- Betty Buckley : Tante Stella
- Amanda Peet : Chris
- Phyllis Somerville : Ruth

Source et légende : Version française (V. F.) sur RS Doublage